# Tesla Cyberquad
Tesla Cyberquad — электрический квадроцикл-вездеход (ATV), созданный Tesla. Он был показан на презентации Tesla Cybertruck в ноябре 2019 года в Хоторне, штат Калифорния, в Tesla Design Studio. В конце презентации Илон Маск объявил «еще кое-что», и в этот момент было показано, как квадроцикл загружается в кузов Cybertruck.
Квадроцикл упоминался в спецификациях Cybertruck, про который было написано, что он «имеет место для ящика с инструментами, запасного колеса, Cyberquad’а, и ещё останется свободное место». Днем позже Илон Маск написал в Твиттере: «Сначала в качестве опции для Cybertruck появится электрический квадроцикл Tesla на 2 человека». О ценах не упоминалось.
Торговая марка Cyberquad зарегистрирована в ноябре 2019 года.
Во время мероприятия Tesla Battery Day 2020 Илон Маск представил инвесторам прототип Cyberquad. Он объявил, что Cyberquad будет доступен в качестве дополнительного аксессуара для Cybertruck в конце 2021 года.